# Georg Ots (Schiff)
Die Georg Ots (1980–1992 und ab 2002 russisch Георг Отс) war ein Fährschiff, das zuletzt der russischen Regierung gehörte und während des Asiatisch-pazifischen Wirtschaftsforums im Herbst 2012 als Hotelschiff betrieben wurde. Sie trug den Namen des estnischen Sängers Georg Ots. 2013 wurde das Schiff nach China verchartert und dort illegal verschrottet.

## Geschichte
Die Georg Ots wurde am 23. April 1979 mit der Baunummer B 493-1/1 auf der polnischen Werft Stocznia Szczecińska im. Adolfa Warskiego in Stettin auf Kiel gelegt. Am 10. November 1979 erfolgte der Stapellauf. Die Taufpatin des Schiffes war Elvi Koolmeister, eine estnische Arbeiterin der V. Klementi-Nähfabrik. Das Schiff basiert auf der von 1980 bis 1986 hergestellten Baureihe von sieben Schiffen der Dmitriy-Shostakovich-Klasse, wurde jedoch weiterentwickelt und als Projekt B-493 Georg-Ots-Klasse bezeichnet.
Nachdem die Georg Ots am 25. Mai 1980 abgeliefert wurde, pendelte sie auf der Ostsee von 1980 bis 2000 zwischen Tallinn und Helsinki. Von Anfang an als Official XXII Olympiad Carrier. 1986 wurde das Schiff während des Treffens des sowjetischen Staats- und Parteichef Michail Gorbatschow mit dem US-amerikanischen Präsidenten Ronald Reagan in Reykjavík als Hotel genutzt.
Nach der Vereinigung der Vertriebsabteilungen von Tallink und der Estnischen Seereederei im Jahre 1992 fuhr das Schiff unter der Handelsmarke Tallink. 1993 wurde die Georg Ots modernisiert und ein Deck zum Transport von 150 Fahrzeugen umgebaut.
2002 wurde das Schiff nach Russland verkauft, wobei es wieder seinen ursprünglichen – kyrillisch geschriebenen – Namen erhielt. Es wurde bis 2010 auf der Strecke Pillau-Sankt Petersburg eingesetzt.
Am 9. Oktober 2010 erreichte die Georg Ots Wladiwostok. Sie wurde dort von der Region Primorje für 200.000.000 Rubel (umgerechnet ca. 5 Mio. Euro -2012) modernisiert und 2012 als Hotelschiff während des Asiatisch-pazifischen Wirtschaftsforums in Wladiwostok eingesetzt. 2013 wurde das Schiff für umgerechnet 7.500 Euro pro Monat nach China verchartert. Das dortige Unternehmen zahlte jedoch keine der für die Georg Ots anfälligen Mieten und wurde daher vom Eigner des Schiffes verklagt. Die Georg Ots wurde in der Zwischenzeit illegal zum Verschrotten verkauft und in einer chinesischen Abwrackwerft zerlegt.

## Fahrt durch die Nordostpassage
Im Spätsommer 2010 passierte das Schiff vom 10. bis zum 26. September mit Eisbrecherunterstützung die Nordostpassage von Murmansk nach Anadyr. Es ist damit das erste Passagierschiff, welches nicht auch als Eisbrecher konstruiert wurde, das die Nordostpassage durchfuhr.

## Zwischenfälle
Am 28. April 2012 kam es während eines Werftaufenthaltes des Schiffes zu einem Unfall, bei dem ein Leck entstand und alle Propellerblätter beschädigt wurden. Die Verwendung des Schiffes als Hotel beim Asiatisch-pazifischen Wirtschaftsforums wurde daraufhin in Frage gestellt.